# Infibulation
Infibulation (även kallat "faraonisk omskärelse") har praktiserats särskilt i Östafrika och är den mest omfattande typen av kvinnlig könsstympning och innebär att klitorisollon, klitorishuvan, de inre blygdläpparna samt delar av de yttre blygdläpparna skärs bort. Huden sys sedan ihop och ett litet hål lämnas för att menstruationsblod och urin ska kunna passera. Infubilation leder till många allvarliga fysiska och psykiska konsekvenser för den drabbade.
Ingreppet görs för att hindra könsumgänge före bröllopet, då blygdläpparna sprättas upp.
En motsvarande behandling av pojkars förhud har också praktiserats.